# Ragyioasztron
A Ragyioasztron vagy Szpektr–R orosz vezetéssel, az NPO Lavocskin fővállalkozásában, nemzetközi kooperációban épült csillagászati műhold, melynek fő műszere egy 10 méter átmérőjű rádiótávcső. Az elnyúlt Föld körüli pályán keringő műhold segítségével S-VLBI (nagyon nagy bázisvonalú űr-interferometria) segítségével 8 mikroívmásodperc  szögfelbontással tanulmányozhatók a rádióhullámok tartományában sugárzó égitestek.

## Repülés
A Ragyioasztront 2011. július 18-án, magyar idő szerint 4:31-kor indították a Bajkonuri űrrepülőtérről Zenyit–3F hordozórakétával. Az ukrán gyártmányú, kétfokozatú hordozórakétától mintegy 10 perccel később levált a hasznos teher, melyet az orosz Fregat–SZB rakéta-végfokozat az alacsony átmeneti pályáról 8:06-kor magasabb pályára helyezett. A Ragyioasztron pályájának földtávoli pontja közel 340 ezer km. Az elnyúlt ellipszispálya nagytengelyének iránya a Hold tömegvonzásának hatására a program 5 évre tervezett élettartama alatt lényegesen elfordul.

## Tudományos célok
- A Tejútrendszeren belüli csillagkeletkezési régiók eloszlásának és szerkezetének feltérképezése
- A Tejútrendszerben lévő neutroncsillagok és fekete lyukak vizsgálata, szerkezetük jobb megértése, térbeli helyzetük meghatározása sajátmozgásuk és parallaxisuk pontos mérésével
- A csillagközi plazma eloszlásának vizsgálata a pulzárok segítségével
- Nagy pontosságú csillagászati koordináta-rendszer meghatározása
- A Föld gravitációs mezejének nagy pontosságú feltérképezése

## Külső hivatkozások
- A RadioAsztron honlapja (angol nyelven). [2009. november 30-i dátummal az eredetiből archiválva]. (Hozzáférés: 2010. május 2.)
- Kisfilm a Youtube-on